# Гренада на Светском првенству у атлетици у дворани 2022.
Гренада је учествовала на 18. Светском првенству у атлетици у дворани 2022. одржаном у Београду од 18. до 20. марта. Репрезентацију Гренаде на њеном десетом учествовању на светским првенствима у дворани представљао је 1 атлетичар који се такмичио у седмобоју.,
На овом првенству представник Гренаде није освојио ниједну медаљу али је оборио национални и лични рекорд.
У табели успешности према броју и пласману такмичара који су учествовали у финалним такмичењима (првих 8 такмичара) Гренада је са 1 учесником у финалу делила 49. место са 1 бодом.
| Плас. | Земља   | 1. место | 2. место | 3. место | 4. место | 5. место | 6. место | 7. место | 8. место | Бр. финал. | Бод. |
| ----- | ------- | -------- | -------- | -------- | -------- | -------- | -------- | -------- | -------- | ---------- | ---- |
| =49.  | Гренада | 0        | 0        | 0        | 0        | 0        | 0        | 0        | 1        | 1          | 1    |

## Учесници
Мушкарци:
- Линдон Виктор — Седмобој

## Резултати

### Мушкарци

#### Седмобој
| Дисциплина   | Линдон Виктор | Линдон Виктор | Линдон Виктор | Линдон Виктор | Линдон Виктор | Линдон Виктор |
| Дисциплина   | Лич. рек.     | Рез.          | Бод.          | Плас.         | Укупно        | Плас.         |
| ------------ | ------------- | ------------- | ------------- | ------------- | ------------- | ------------- |
| 60 м         | 6,92          | 6,91 ЛР       | 915           | 6.            | 91            | 6.            |
| Скок удаљ    | 7,51          | 7,56 ЛР       | 950           | 7.            | 1.865         | 5.            |
| Бацање кугле | 16,55         | 15,65 ЛРС     | 830           | 2.            | 2.695         | 5.            |
| Скок увис    | 2,09          | 2,05 ЛРС      | 850           | 2.            | 3.545         | 5.            |
| 60 м препоне | 8,24          | 8,41 ЛРС      | 881           | 10.           | 4.426         | 5.            |
| Скок мотком  | 4,92          | 4,70 ЛРС      | 819           | 8.            | 5.245         | 6.            |
| 1.000 м      | 2:51,14       | 2:48,21 ЛР    | 784           | 8.            | 6.029         | 8.            |
| Укупно       | 5.976         |               |               |               | 6.029 НР, ЛР  | 8 / 10 (12)   |